# Apiocera afacialis
Apiocera afacialis är en tvåvingeart som beskrevs av Paramonov 1953. Apiocera afacialis ingår i släktet Apiocera och familjen Apioceridae. Inga underarter finns listade i Catalogue of Life.